# سبخة الساحل
سبخة الساحل هي محمية طبيعية في ليبيا
تقع بين الساحل والصحراء وكانت فيما سبق بحيرة ويتميز سطحها بوجود ترسبات ملحيّة وجبسيّة.